# Districtul Thung Saliam
Thung Saliam (în thailandeză ทุ่งเสลี่ยม) este un district (Amphoe) din provincia Sukhothai, Thailanda, cu o populație de 49.962 de locuitori și o suprafață de 569,932 km².

## Componență
Districtul este subdivizat în 5 subdistricte (tambon), care sunt subdivizate în 59 de sate (muban).
| Nr. | Nume                  | În thailandeză | Sate | Locuitori |
| --- | --------------------- | -------------- | ---- | --------- |
| 1.  | Ban Mai Chai Mongkhon | บ้านใหม่ไชยมงคล  | 09   | 07,179    |
| 2.  | Thai Chana Suek       | ไทยชนะศึก       | 11   | 08,274    |
| 3.  | Thung Saliam          | ทุ่งเสลี่ยม        | 13   | 14,303    |
| 4.  | Klang Dong            | กลางดง         | 15   | 12,207    |
| 5.  | Khao Kaeo Si Sombun   | เขาแก้วศรีสมบูรณ์  | 11   | 07,999    |